# Ropero (montaña)
El Ropero es una montaña situada en la divisoria entre los valles del Besaya y el Saja, en el municipio cántabro de Hermandad de Campoo de Suso (España). Su forma es alargada y amplia. En la parte más destacada del cerro hay un vértice geodésico que marca una altitud de 1492,10 m s. n. m. en la base del pilar. Se puede subir desde la localidad de Soto, yendo en dirección al puerto de Palombera. Por una pista se alcanza el refugio de la Cruz de Fuentes. Desde allí, otra pista lleva al collado. El vértice geodésico está en el cerro de la izquierda. También puede alcanzarse la cumbre con facilidad desde el puerto de palombera.